# КК Уна
Кошаркашки клуб Уна је мушки кошаркашки клуб из Козарске Дубице. Такмичи се у Првој лиги Републике Српске у кошарци.
Клуб је основан 11. фебруара 1973. године у Козарској Дубици (тада Босанска Дубица) и добио је име по реци Уни која протиче кроз град.
Шампиони Друге лиге Републике Српске 2024/25.Сезону су завршили са 19 побиједа и само једним поразом.

## Сезона 24/25
- Михајло Звонар
- Небојша Николић
- Ненад Јовичић
- Вељко Арнаут
- Бојан Мајкић
- Лука Томић
- Виктор Трбовић
- Лука Марчетић
- Стефан Гајић
- Давид Челица
- Димитрије Поповић
- Тодор Буразор
- Сергеј Ручнов

## Познати играчи
- Намир Арнаутовић
- Драго Пекић
- Борис Згоњанин
- Игор Веселиновић